# Mapam Yumco

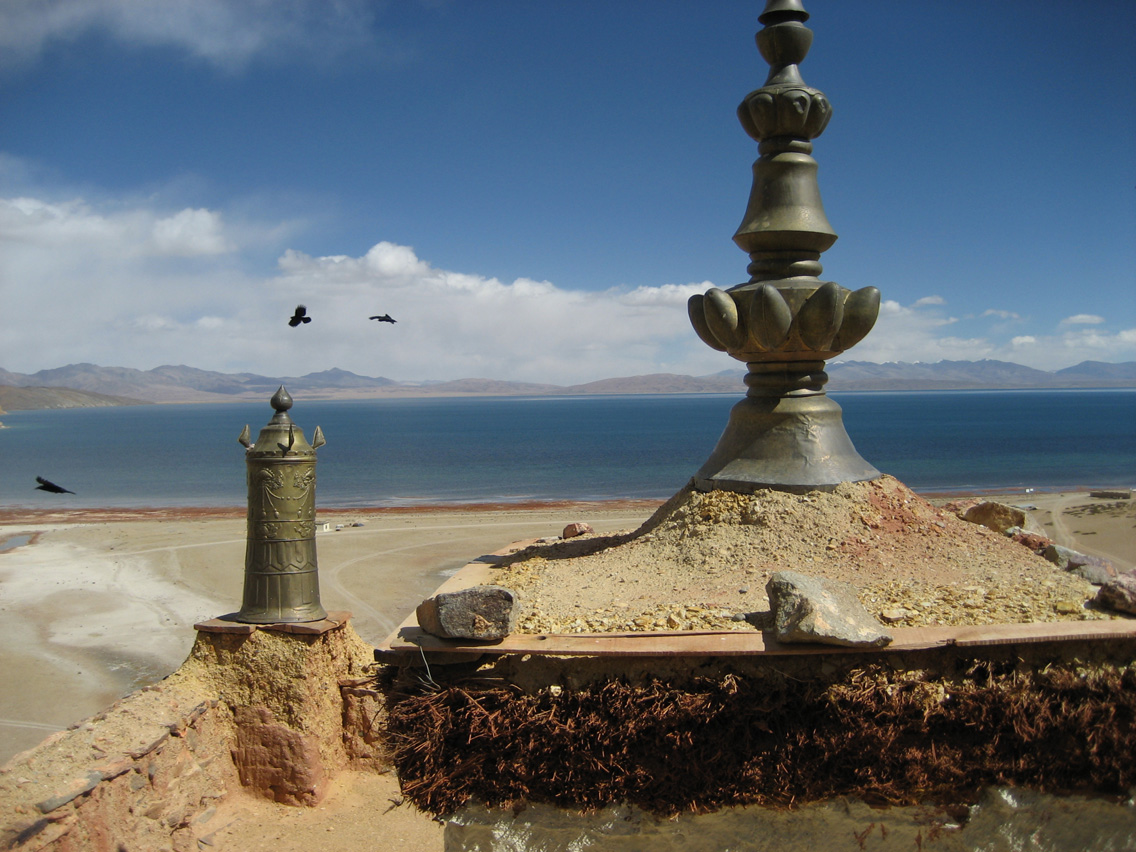
Widok na jezioro Manasarowar

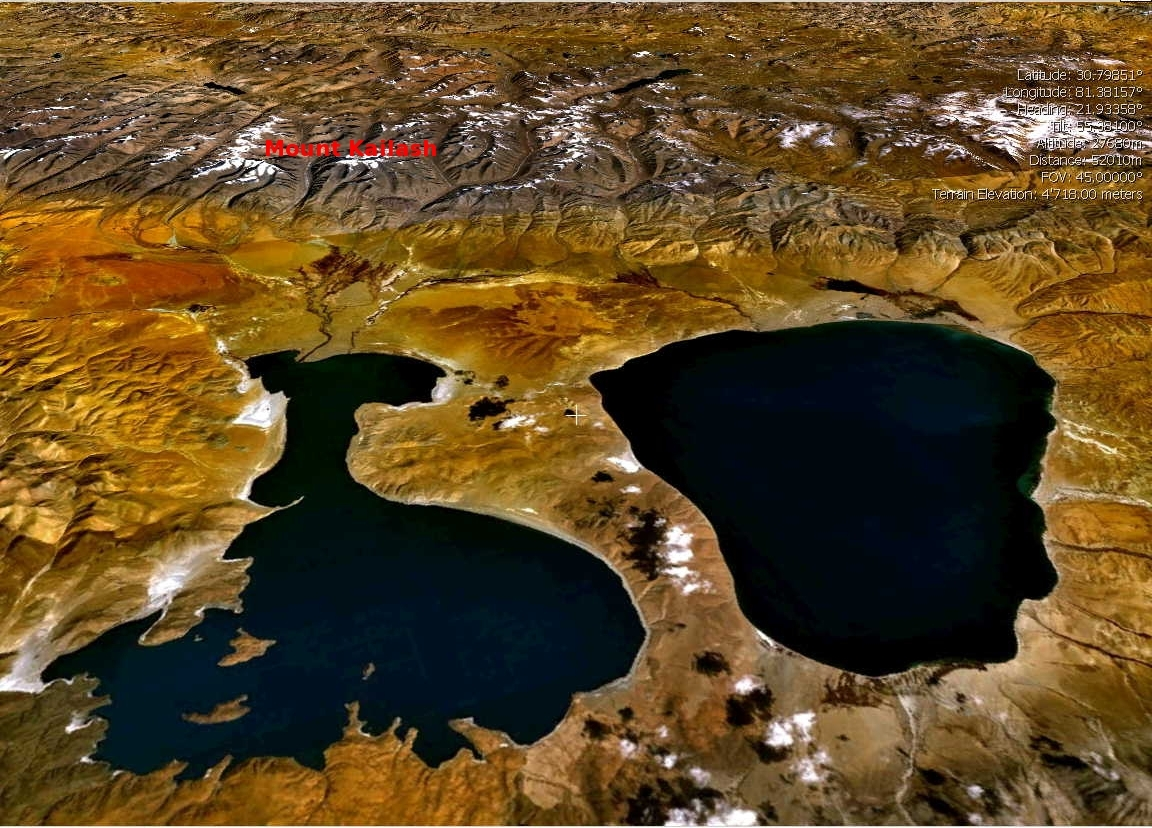
Zdjęcie satelitarne: jezioro Manasarowar po prawej

Mapam Yumco (tybet.: མ་ཕམ་གཡུ་མཚོ།, Wylie: ma pham gyu mtsho, ZWPY: Mapam Yumco; chiń. 玛法木错 Mǎfǎmù Cuò, hindi मानसरोवर – trb. Manasarowar, trl. Mānasarovar) – jezioro w południowo-zachodnich Chinach, na Wyżynie Tybetańskiej, pomiędzy masywami Kajlas oraz Namnani Feng. Leży na wysokości 4602 m n.p.m., ma pow. ok. 520 km² i głębokość blisko 80 m. Od jeziora podziemnym odpływem przepływa woda do jeziora La’ang Cuo. Jest to święte jezioro Tybetańczyków i hindusów. Nad brzegami zbudowano liczne klasztory buddyjskie.